# 사카라

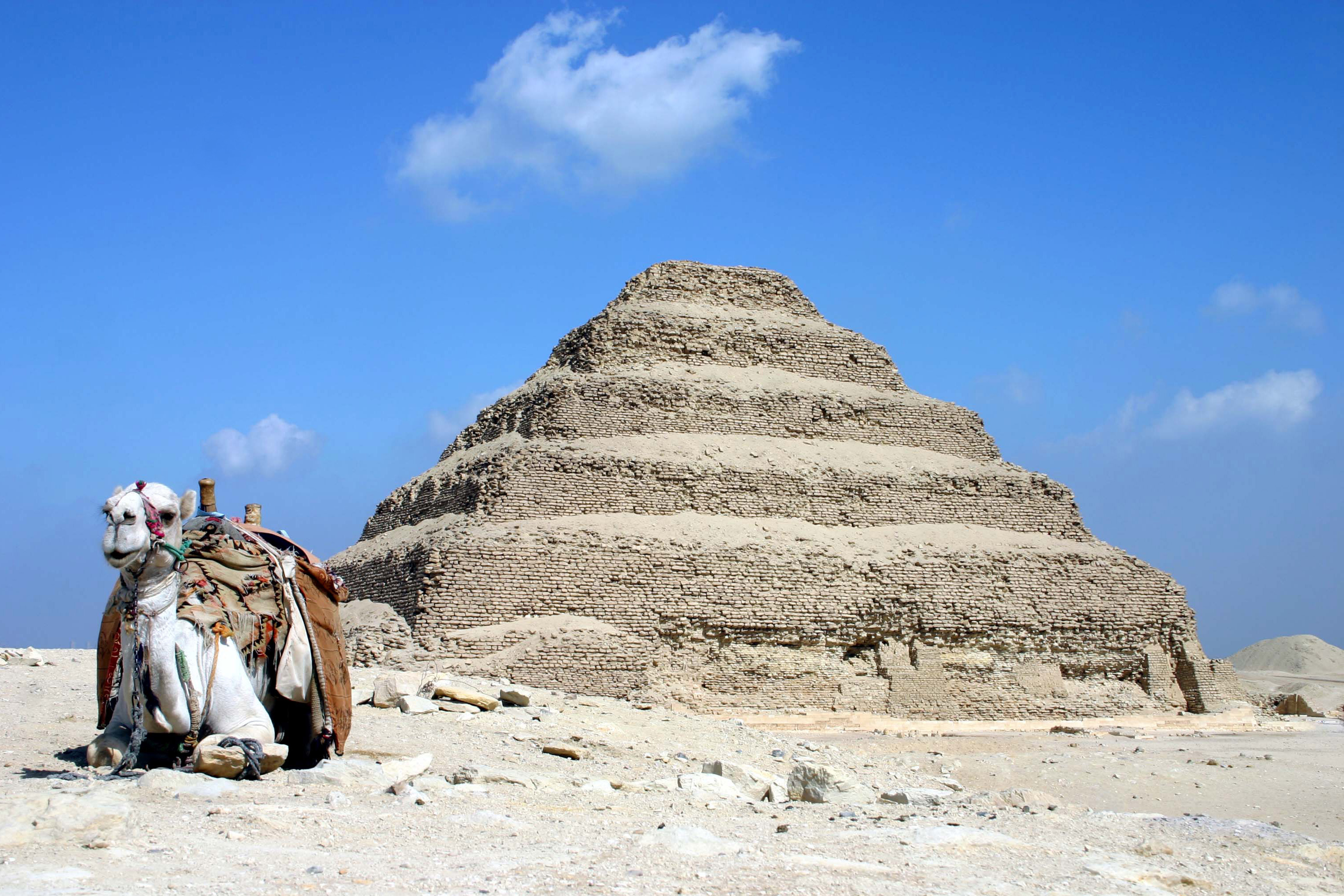
사카라에서 볼 수 있는 계단식 형태의 조세르의 피라미드.

사카라(Saqqara)는 오늘날 카이로에서 남쪽으로 30km 정도 부근에 있는 지명이다. 초기 왕조의 왕묘를 비롯하여 제3왕조 제세르왕의 계단 피라미드, 피라미드텍스트가 있는 제5왕조 우니스왕의 피라미드, 부조의 정수(精髓)라고 하는 티(제5왕조)와 메렐카(제6왕조)의 마스타바 및 성우(聖牛)의 묘 세라페움 등이 있다.
또 나일강 쪽으로 고왕국시대의 수도 멤피스의 유적이 있고 야자수 사이 사이에 라메스 2세가 세운 프타흐 신전의 옛터와 그의 거상(巨像)이 있다.

## 같이 보기
- 사카라 새
- 사카라 석판